# Alcea assadii
Alcea assadii là một loài thực vật có hoa trong họ Cẩm quỳ. Loài này được Pakravan mô tả khoa học đầu tiên năm 2006.